# Zdzieszulice Dolne
Zdzieszulice Dolne – wieś w Polsce położona w województwie łódzkim, w powiecie bełchatowskim, w gminie Bełchatów. Nazwa wsi pochodzi od staropolskiego imienia męskiego Zdziesuł.
1 stycznia 1988 część wsi (19,36 ha) włączono do Bełchatowa. Ulica Piotrkowska stała się tym samym granicą miasta; domy po północnej stronie ulicy przynależą do Bełchatowa, a te po jej południowej stronie do wsi Zdzieszulice Dolne.
W latach 1975–1998 miejscowość administracyjnie należała do województwa piotrkowskiego.